# Georgi Michailowitsch Rimski-Korsakow
Georgi Michailowitsch Rimski-Korsakow (russisch Георгий Михайлович Римский-Корсаков; * 13. Dezemberjul. / 26. Dezember 1901greg. in Sankt Petersburg; † 10. Oktober 1965 in Leningrad) war ein russischer Komponist und Enkel des Komponisten Nikolai Rimski-Korsakow.

## Leben
Rimski-Korsakow war Schüler unter anderem von Maximilian Steinberg, Boris Wladimirowitsch Assafjew, Nikolai Sokolow und Sergej Ljapunow. Er graduierte 1927 am Leningrader Konservatorium und begann dort im gleichen Jahr zu lehren und erhielt 1928 eine Stelle als außerordentlicher Professor. Als Assistent von Boris Assafjew betreute er bis 1929 Kurse zur musikalischen Akustik. Ab 1940 hatte er eine Dozentur für Partiturspiel inne und erhielt 1947 erneut eine Stelle als außerordentlicher Professor. Ab 1953 bis 1962 lehrte er Orchestration.
In den 1920er-Jahren schrieb er Viertelton-Musik-Stücke, einige für elektronische Instrumente. 1923 bis 1929 war er Leiter eines Ensembles für Vierteltonmusik und trat auch mit entsprechenden Vorträgen und Konzerten im Staatlichen Institut für Musikwissenschaft an die Öffentlichkeit. Die ersten Konzerte dieser Gesellschaft fanden am 13. April und 25. Mai 1925 statt, es erklangen außer Werken des Ensembleleiters selbst Stücke von Nikolai Malachowski und Alois Hába. Als Verfechter der elektronischen Vierteltonmusik inszenierte er 1927 Vorführungen und einen Themenabend dieser Richtung mit dem ersten elektronischen Musikinstrument Termenvox, vorgeführt vom Erfinder Leon Theremin.
Um 1930 half er Jewgeni Alexandrowitsch Scholpo bei der Entwicklung des Variophones. 1944 war er Mitgründer des Rimski-Korsakow-Museums in Tichwin.
Durch seine Bestrebungen bezüglich elektronischer Instrumente und seine Vierteltonversuche hatte er bedeutenden Einfluss auf die sowjetische Kunstmusik dieser Epoche. Zu seinen Schülern gehörte u. a. die Komponistin Galina Ustwolskaja.

## Werk
Rimski-Korsakow schrieb unter anderem eine Sinfonie (1925), Vierteltonkompositionen für kammermusikalische Besetzungen, 2 Streichquartette, 2 Klaviersonaten und 24 Präludien für Klavier. Einige seiner kammermusikalischen Werke beziehen das sogenannte Emiriton, eine Art elektronisches Harmonium, mit ein. Ferner komponierte er Schauspiel- und Filmmusiken, darunter Musik zu den satirischen Cartoon-Filmen The Rolling-Stone (1931) sowie zu The symphony of the world (1932).

## Schriften
- Deciphering of the lighting line of Scriabin's "Prometheus". In: "De Musica". - Leningrad: GIII, 1926, N 2, S. 94–102
- Monographien über seinen Großvater Nikolai Rimski-Korssakow sowie über Maximilian Steinberg
- Polyphone Orchestration, 1955 (Originaltitel: Оркестровая полифония), Lehrbuch